# Літаючий танк

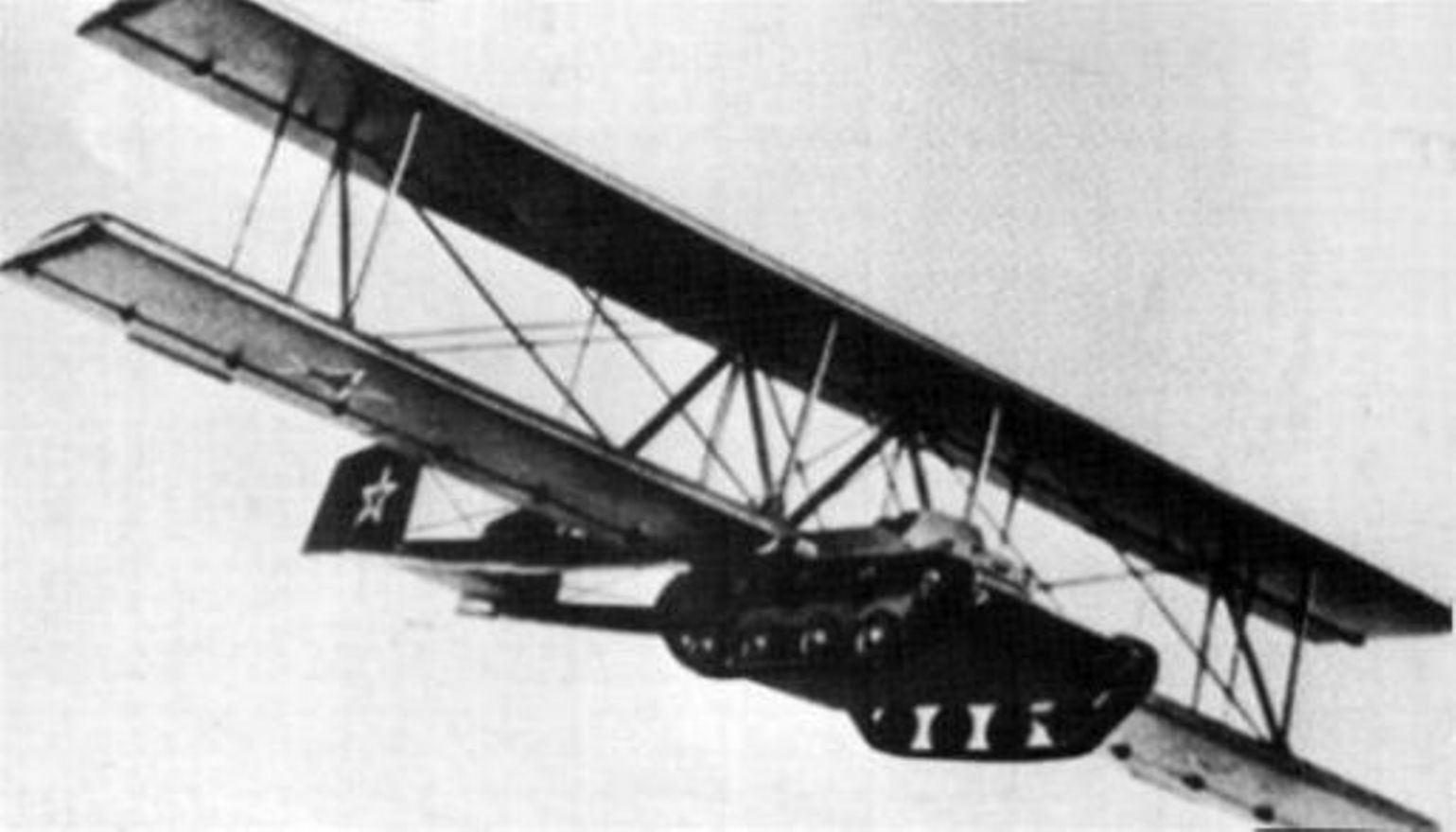
Літаючий танк А-40

Літаючий танк - експериментальний різновид техніки, який є гібридом танка і планера і гіпотетично придатна для підтримки піхоти. У різних проектах конструкція літаючого танка передбачала його приєднання до планера (зокрема і буксирування) і перенесення його у подібному становищі на полі бою.

## Застосування
Повітряно-десантні війська у першій половині XX століття могли десантуватися на поле бою за допомогою парашутів, зістрибуючи з борту транспортного літака (у тому числі бомбардувальника) або планера. Військові літаки могли доставляти допомогу піхоті важке озброєння від артилерії до легкої бронетехніки, скидаючи її на парашуті або доставляючи на військових планерах. Проблема при скиданні техніки полягала в тому, що екіпаж і власне техніка скидалися окремо, тому могли або пізно вступити в бій, або не вступити взагалі. Планери могли доставити техніку та екіпаж у зону для висадки, а також зменшити видимість літака, що буксирується, якому не слід було з'являтися на полі бою. Гіпотетично як варіант доставки техніки розглядався переліт планера з танком на борту, а після приземлення з цього зразка техніки знімали крила планера, і танк вступав у бій протягом найближчих хвилин.

## Розвиток

### США
Американський конструктор танків Джон Волтер Крісті був одним з небагатьох американських інженерів, які в 1930-і роки займалися дослідженнями в області літаючих танків   . Пізніше для десантування було розроблено спеціальний аеромобільний танк M22 Локаст .

### СРСР

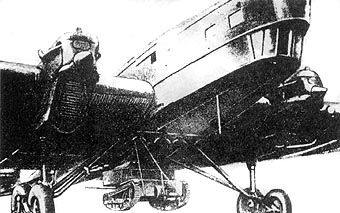
Бомбардувальник ТБ-3 і буксована ним танкетка Т-27, 1935 рік

Експерименти з бронетехнікою були найбільш масштабними в СРСР. Поки в СРСР тільки закладали основу для виробництва шовку, необхідного для парашутів, РСЧА займалися вивченням питань десантування солдатів без парашутів, але з планерів (у тому числі в холодну пору року). Так, в ОКБ ВПС РСЧА авіаконструктор П. І. Гроховський займався розробкою двомісного двомісного бронеавтомобіля на повітряній подушці та танка на повітряній подушці, які в результаті подальшого розвитку не отримали  . Серед інших проектів Гроховського були різні планери та десантні літаки, які здатні доставляти війська на поле бою, які називалися «авіабусами». Одним з таких був авіабус Г-45 на базі бомбардувальника ТБ-1 : відбулося п'ять скидів, з яких при четвертому були скинуті Гроховський та його заступник І.В.Тітов, приземлення якого виявилося не дуже м'яким, і в результаті проект Г-45 продовження не отримав  . 2 грудня 1931 року М.Н.Тухачевський розпорядився запустити в серійне виробництво модифікацію під назвою Г-45А, проте на випробуваннях 1932 літак був розбитий при першому ж скиданні і більше не випробовувався  .
Подальші розробки велися на основі танкеток Т-27 та легких танків Т-37, які спочатку доставляли за допомогою бомбардувальників ТБ-3, а також плаваючого танка Т-40  . Серед проектів фігурував МАС-1 (ЛТ-1), який не вийшов далі за рівень макета. У 1941 році в розпал Великої Вітчизняної війни почалася розробка літаючого танка А-40 на базі Т-60, проте випробування завершилися не зовсім вдало - потужності двигунів ТБ-3 не вистачало для перельоту з танком на швидкості 160 км/год (максимально можлива) швидкість становила лише 130 км/год)  .

### Японія
У Японії велися експерименти з 1943 року над літаючим танком номер 3  типу «Со-Ра» або «Ку-Ро» для потреб парашутистів Імператорської армії Японії . У цього танка були знімні крила, але він сам міг бути відбуксований важкими планерами типу Kokusai Ku-7 або Kokusai Ku-8, а також важкими бомбардувальниками типу Mitsubishi Ki-21 . Розробки у цій галузі далі не просунулися, хоча 1944 року на Філіппіни було перекинуто планери для буксирування танків. Ще одним проектом був літаючий танк типу Maeda Ku-6, що також не вийшов далі стадії експериментів  .

### Велика Британія
У 1941 році Леслі Еверетт Бейнс розробив проект безхвістного планера Carrier Wing Glider, здатного летіти на висоті до 3 км і нести танк. Випробовувалася спрощена версія Baynes Bat  . Незважаючи на успішні випробування, робота над подібними літаючими танками у Великій Британії не отримала продовження: у країні були розроблені планери Airspeed Horsa та General Aircraft Hamilcar для доставки джипів та легких танків (у тому числі спеціальних аеромобільних типу Mk VII Tetrarch ).

### Після війни
Після війни СРСР розвивав далі методи доставки техніки на полі бою, але займався саме її скиданням на парашутах з великих десантних літаків, щоб забезпечити підтримку повітрянодесантним військам. У середині 1970-х років відбулося перше десантування БМД-1 з екіпажем усередині за допомогою парашута та ретроракети.

## У культурі
Різні зразки техніки, здатні пересуватися землею і злітати, пізніше зустрічалися в комп'ютерних іграх і були найчастіше представлені як «трансформується» техніки.